# Montelongo
Montelongo – miejscowość i gmina we Włoszech, w regionie Molise, w prowincji Campobasso.
Według danych na rok 2004 gminę zamieszkiwało 490 osób, 40,8 os./km².